# Cardeñosa (kommunhuvudort)
Cardeñosa är en kommunhuvudort i Spanien.   Den ligger i provinsen Provincia de Ávila och regionen Kastilien och Leon, i den centrala delen av landet, 90 km väster om huvudstaden Madrid. Cardeñosa ligger 1 108 meter över havet och antalet invånare är 532.
Terrängen runt Cardeñosa är platt åt nordost, men åt sydväst är den kuperad. Runt Cardeñosa är det ganska tätbefolkat, med 199 invånare per kvadratkilometer. Närmaste större samhälle är Ávila, 10,2 km söder om Cardeñosa. Omgivningarna runt Cardeñosa är i huvudsak ett öppet busklandskap.